# Paddy Reilly
Patrick Paddy Reilly (Rathcoole, 18 oktober 1939) is een Ierse folkzanger en gitarist. Hij is een van de meest bekende Ierse balladeers en is bekend om zijn vertolkingen van The Fields of Athenry (waarmee hij 72 weken in de Ierse hitparade stond), The Rose of Allendale en  The Town I Loved So Well. In 1988 haalde hij de eerste plaats in de Ierse hitparade met Flight of Earls.
Hij deed al jaren solo-optredens, toen hij in 1996 toetrad tot The Dubliners als een vervanging voor Ronnie Drew, die een solo-loopbaan verkoos. Hij verliet na 9 jaar de groep in 2005 door te verhuizen naar New York en werd vervangen door Patsy Watchorn. 
Hij opende een aantal bars in New York, met inbegrip van Paddy Reilly's in 29th Street en 2nd Avenue.  Reilly verkocht later Paddy Reilly's aan zijn voormalige partner, Steve Duggan. Tegenwoordig woont hij weer in Ierland.

## Discografie
- The Life of Paddy Reilly 1973
- At Home 1974
- The Town I Loved So Well 1975
- Green Shamrock Shore 1980
- The Fields of Athenry 1982
- Live 1985
- Greatest Hits Live 1985
- Paddy Reilly's Ireland 1986
- Come Back Paddy Reilly 1987
- Now 1988
- Sings the Songs of Ewan MacColl 1990
- Gold and Silver Days 1991
- Come Back Paddy Reilly 2003

- Gemeinsame Normdatei: 135492718
- International Standard Name Identifier: 0000 0000 5343 7944
- Library of Congress Control Number: no2005042864
- MusicBrainz: 01e3a2a5-75ba-4078-8fa4-0daeeb138543
- Virtual International Authority File: 2198060
- WorldCat: E39PBJqbrdBrVJ4PTPTfRXxRrq